# Bồng chanh lục
Bồng chanh lục (danh pháp hai phần: Corythornis cristatus) là một loài chim thuộc Họ Bồng chanh. Loài này phân phối rộng rãi ở châu Phi phía nam sa mạc Sahara. Chúng chủ yếu cư trú một nơi ngoại trừ di chuyển liên quan đến khí hậu theo mùa.
Đây là một chim có kích thước nhỏ, dài 13 cm. Màu sắc chung của các bộ phận trên của con chim trưởng thành có màu xanh kim loại sáng. Đầu có một đỉnh ngắn lông màu đen và màu xanh, đưa tên khoa học. Mặt, má và dưới đỏ heo và có những mảng màu trắng trên cổ họng và hai bên cổ phía sau.
Mỏ có màu đen ở chim non và màu cam đỏ ở con trưởng thành, chân có màu đỏ sáng. Con trống và con mái có bộ lông tương tự.
Đây là một loài phổ biến sống ở vùng lau sậy và thực vật xếp hạng gần nước chuyển động chậm hoặc ao.

## Phân loài
Loài này có 5 phân loài:
- C. c. galeritus (Statius Müller, PL, 1776) – Senegal tới Ghana.
- C. c. nais (Kaup, 1848) – đảo Príncipe ngoài khơi Tây Phi.
- C. c. thomensis Salvadori, 1902 – đảo São Tomé.
- C. c. cristatus (Pallas, 1764) – Nigeria về phía đông tới miền tây Sudan, Uganda và Kenya, và về phía nam tới miền nam Angola, miền bắc Namibia và Botswana, Zimbabwe và Nam Phi.
- C. c. stuartkeithi Dickerman, 1989 – Miền đông Sudan, Ethiopia và Somalia.

## Hình ảnh

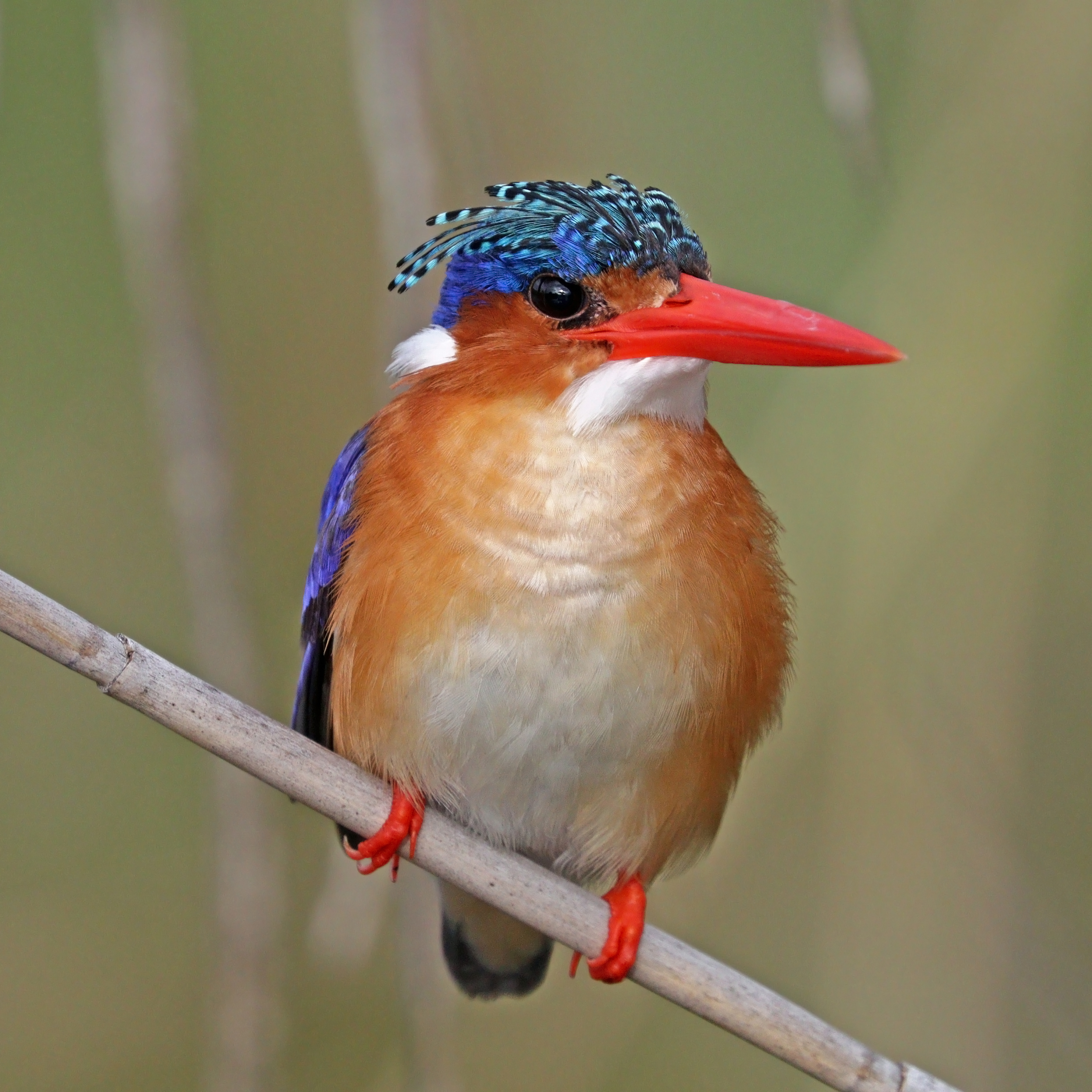
C. c. cristatus ở Namibia
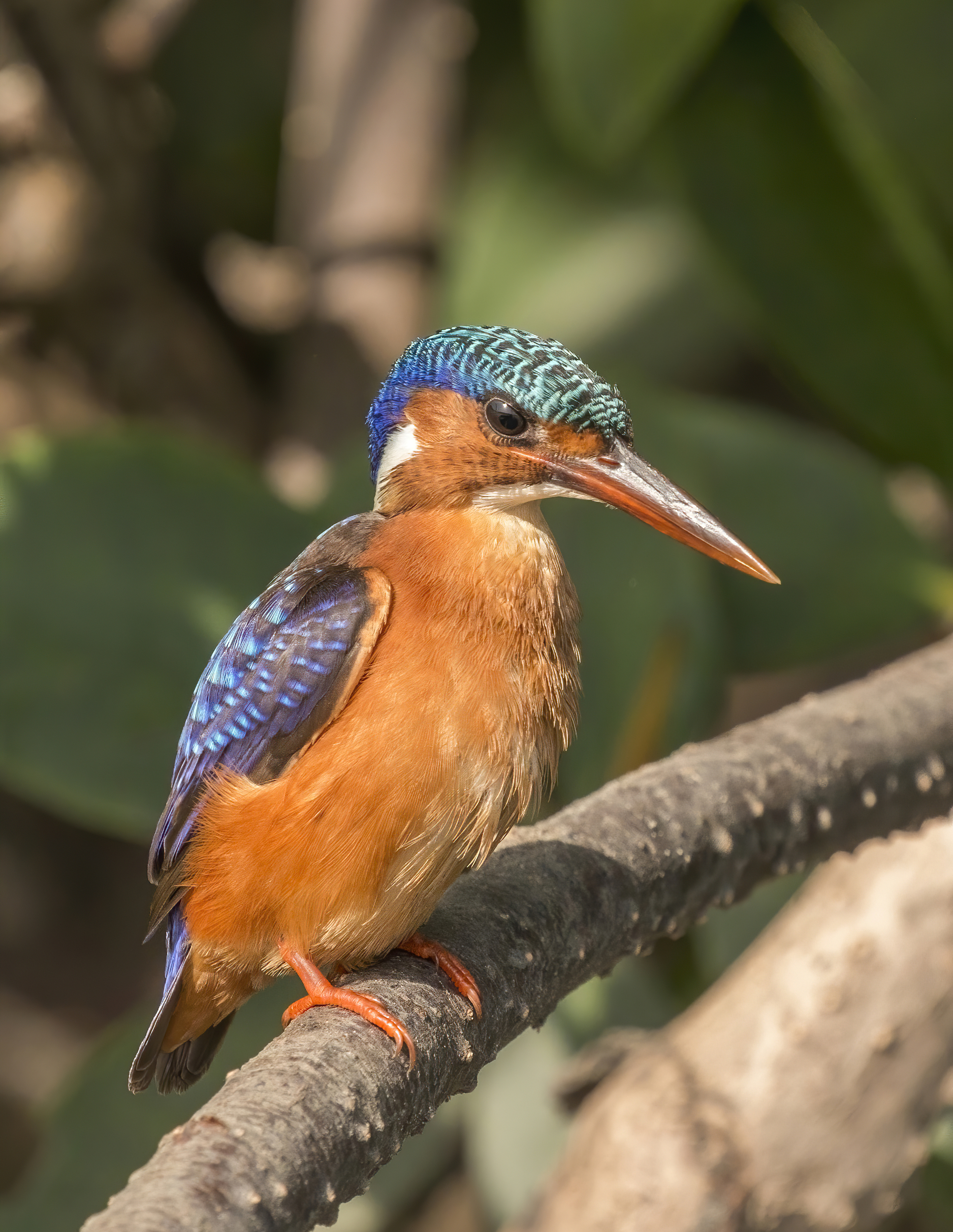
C. c. galeritus ở Gambia
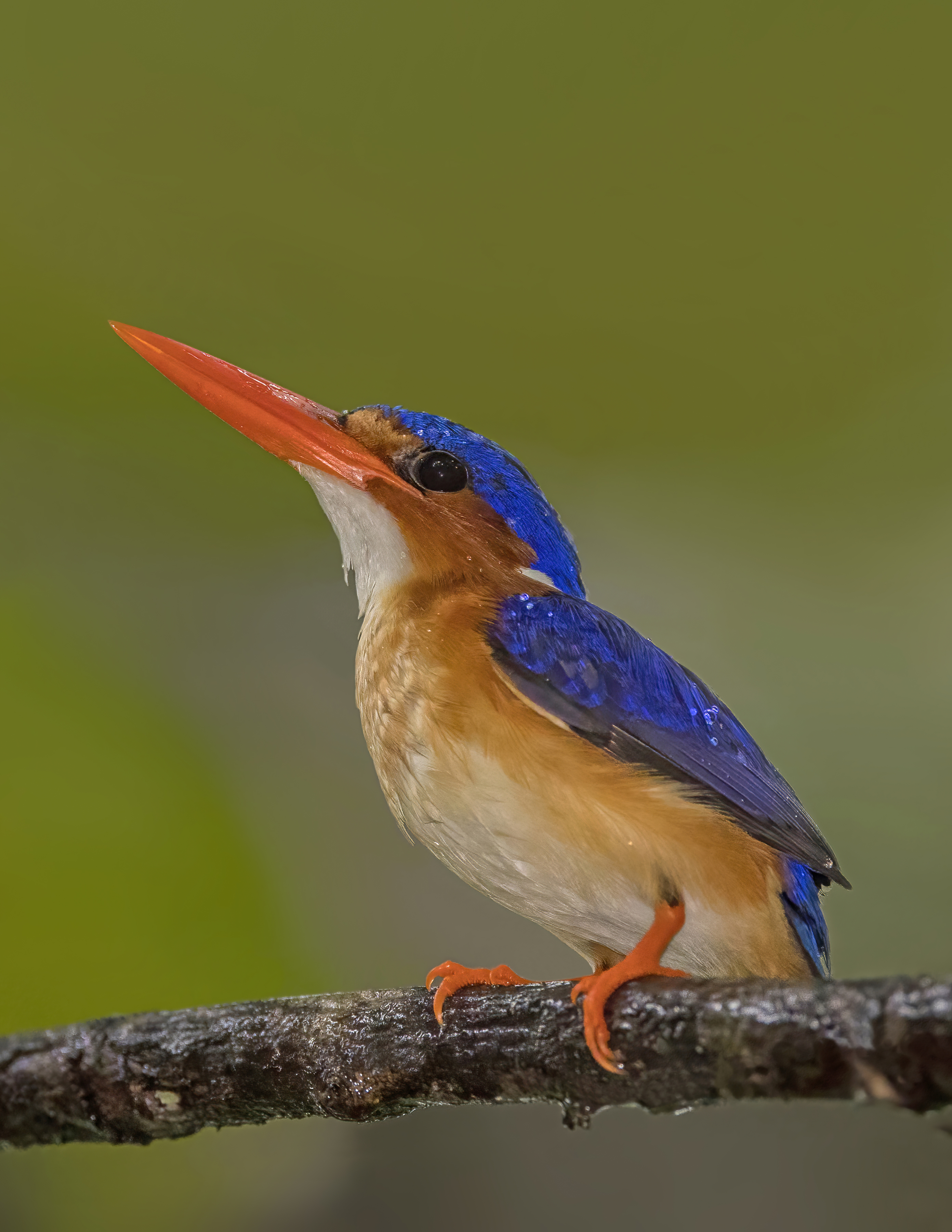
C. c. nais ở đảo Príncipe (São Tomé và Príncipe)
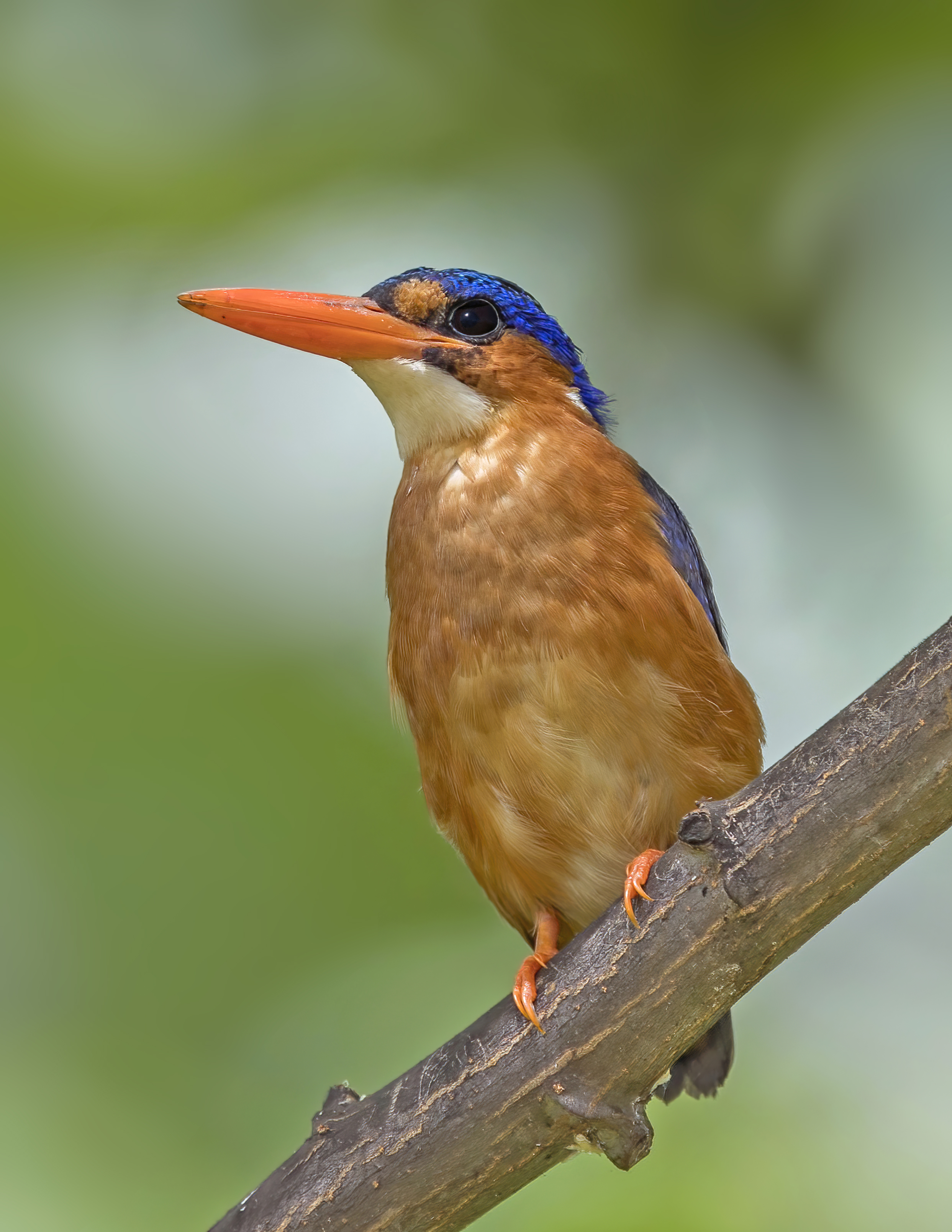
C. c. thomensis ở đảo São Tomé (São Tomé và Príncipe)
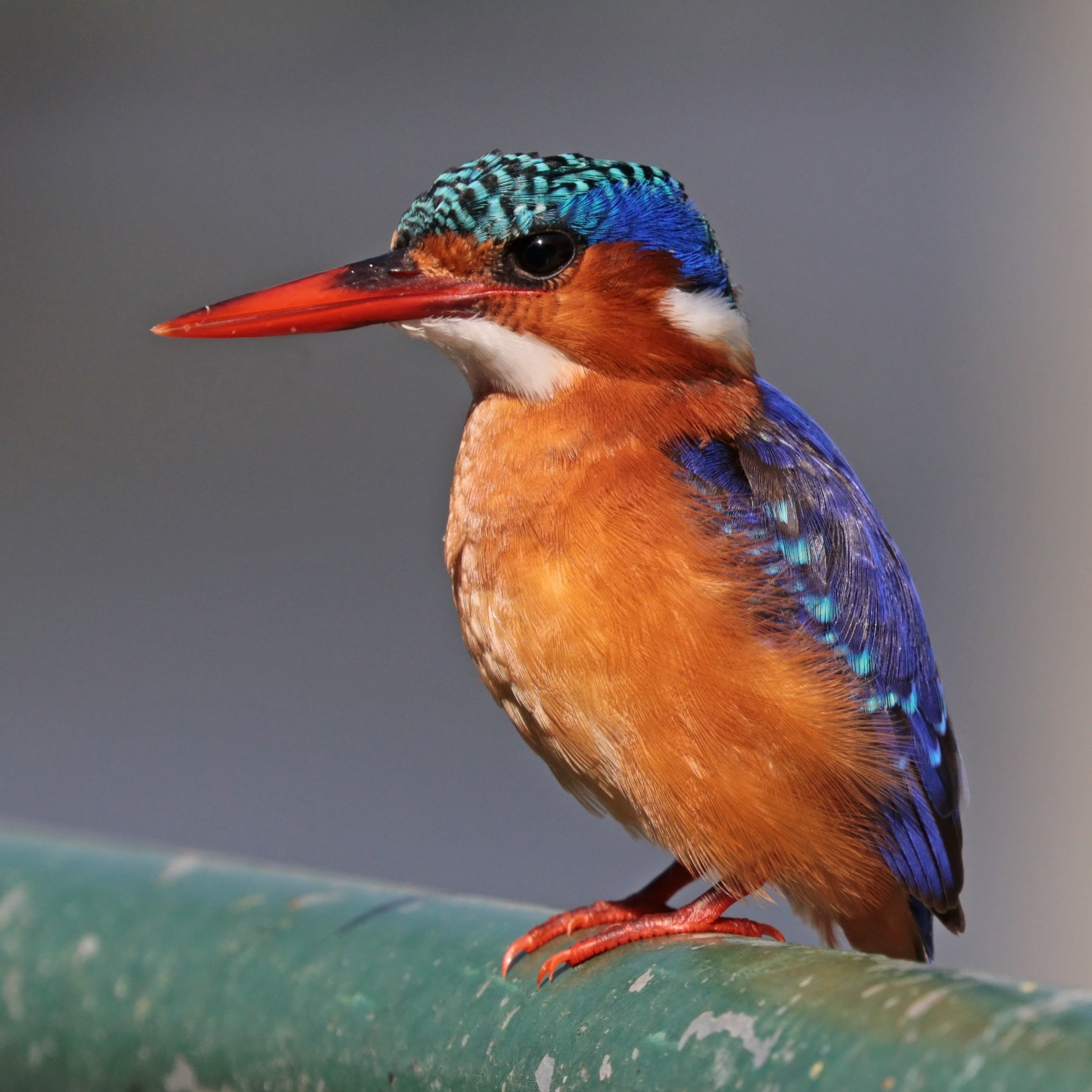
C. c. stuartkeithi ở Ethiopia
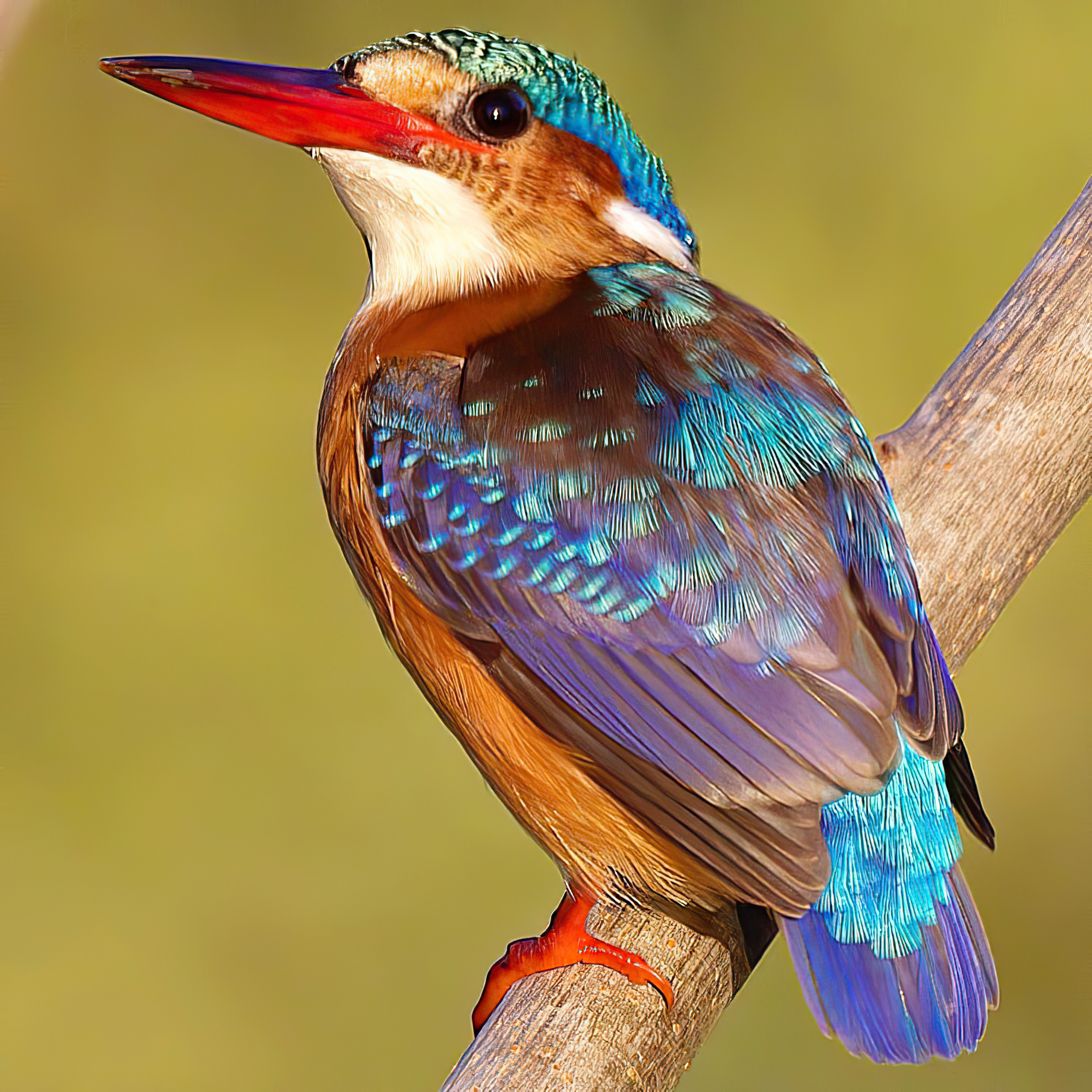
Chim non ở Kenya